# Axiom (lutador)
Carlos Ruíz (Madrid, 9 de maio de 1997) é um lutador profissional espanhol que atualmente trabalha para a WWE, onde atua na marca SmackDown sob o nome de ringue Axiom. Ele foi duas vezes campeão de duplas do NXT, junto com Nathan Frazer.
Ruíz também competiu em vários circuitos independentes americanos e europeus, mais notavelmente pela Pro Wrestling Guerrilla (PWG), Progress Wrestling e Chikara. Em 2018, Ruíz se tornou o primeiro espanhol e o lutador mais jovem, com 20 anos, a competir em uma luta individual avaliada com 5 estrelas por Dave Meltzer da Wrestling Observer Newsletter. Ele também é o primeiro espanhol a competir e vencer um campeonato na WWE.

## Carreira na luta livre profissional

### Circuito internacional (2012–2019)
Em junho de 2016, foi anunciado que Ruiz, atuando sob o nome de A-Kid, participaria do King of Trios da Chikara com Rod Zayas e Adam Chase, formando a House White Wolf. No entanto, eles foram derrotados pela House Strong Style (Pete Dunne, Trent Seven e Tyler Bate) na primeira rodada. No ano seguinte, ele participou do torneio Rey de Voladores da Chikara, mas foi derrotado na final por Air Wolf. Nos anos seguintes, A-Kid e Adam Chase (mais tarde, Carlos Romo) lutaram no circuito britânico como Team White Wolf, conquistando o Attack! Tag Team Championship. Eles também se enfrentaram no RevPro 7th Anniversary Show.

### WWE (2019–presente)

#### NXT UK (2019–2022)

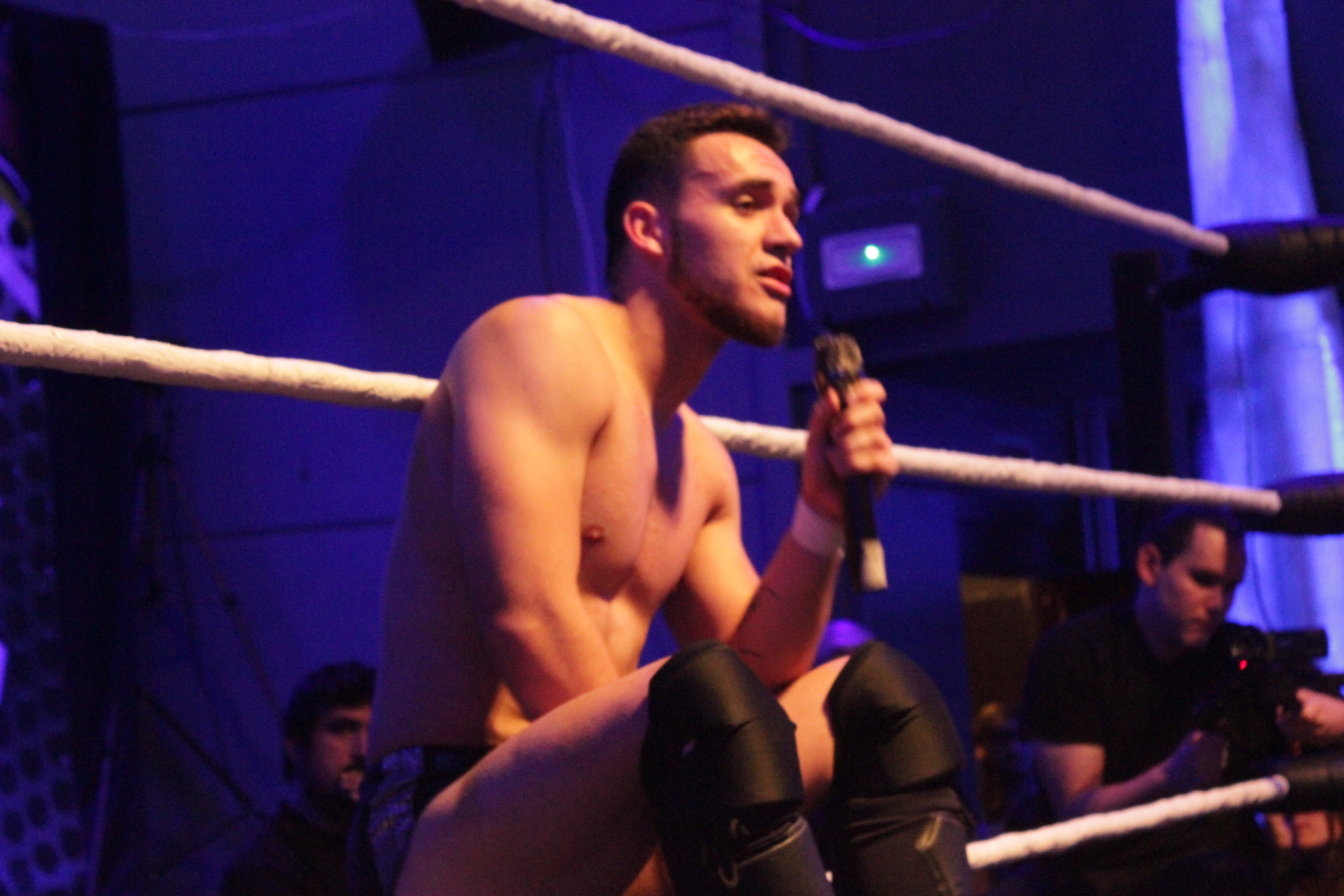
A-Kid em 2019.

Ruiz (como A-Kid) fez sua estreia na WWE ao lado do lutador Carlos Romo em 20 de abril de 2019, onde foram derrotados por Gallus (Mark Coffey e Wolfgang) durante um conjunto de gravações do NXT UK. Em 17 de outubro de 2019, foi anunciado que A-Kid havia assinado com a marca NXT UK. Ele fez sua estreia em combates individuais em 31 de outubro de 2019, derrotando Kassius Ohno. Em 26 de novembro de 2020, A-Kid se tornou o primeiro campeão do NXT UK Heritage Cup ao derrotar Trent Seven na final de um torneio, tornando-se o primeiro lutador espanhol a conquistar um campeonato na WWE. No episódio de 20 de maio de 2021 do NXT UK, A-Kid perdeu a Heritage Cup para Tyler Bate. No episódio de 14 de outubro do NXT UK, A-Kid enfrentou Ilja Dragunov pelo Campeonato do Reino Unido do NXT, mas foi derrotado.

#### NXT e repaginação para Axiom (2022–2023)
Em 15 de março de 2022, no episódio do NXT, A-Kid fez sua estreia na marca vindo do NXT UK com uma vitória sobre Kushida, garantindo uma oportunidade para uma luta de escadas no NXT Stand & Deliver pelo Campeonato Norte-Americano do NXT. Na semana seguinte, ele competiu no NXT em uma derrota para Grayson Waller. Na semana seguinte, em 29 de março, A-Kid participou de uma luta triple threat contra Cameron Grimes e Roderick Strong em uma última chance por uma oportunidade pelo Campeonato Norte-Americano do NXT no NXT Stand & Deliver.
Em julho de 2022, Ruiz foi repaginado como um super-herói mascarado chamado Axiom. Ele competiu no episódio de 19 de julho do NXT 2.0, derrotando Dante Chen. Em seguida, entrou em uma série de melhor de três contra Nathan Frazer, vencendo o primeiro combate no episódio de 6 de setembro do NXT 2.0, mas perdendo os outros dois combates nos episódios de 14 de setembro e 11 de outubro do NXT. No NXT Deadline, Axiom não conseguiu vencer o Iron Survivor Challenge. Axiom entrou em uma breve rivalidade com Carmelo Hayes, perdendo para ele no episódio de 13 de dezembro do NXT, mas derrotando Trick Williams no episódio de 17 de janeiro do NXT. No NXT Stand & Deliver, Axiom não conseguiu vencer o Campeonato Norte-Americano do NXT e perdeu novamente no episódio seguinte do NXT para Wes Lee. Axiom entrou em uma rivalidade com Scrypts, derrotando-o no episódio de 2 de maio do NXT e desmascarando Scrypts após a luta. Pouco depois, os dois começaram a formar uma equipe após Scrypts se tornar face. Na edição de 18 de julho do NXT, Scrypts traiu Axiom e se aliou com seus adversários, Bronco Nima e Lucien Price, que estavam estreando, durante a luta programada.

#### Fraxiom (2023–presente)
Axiom fez sua estreia no plantel principal no episódio de 17 de novembro de 2023 do SmackDown, em uma luta na qual perdeu para Dragon Lee. Na luta de abertura do NXT Deadline, Axiom derrotou Nathan Frazer. Após isso, ele formou uma dupla com Frazer. No início de 2024, Axiom e Frazer participaram do NXT Tag Team Championship Eliminator Tournament, derrotando o No Quarter Catch Crew (Charlie Dempsey e Myles Borne) na primeira rodada e Latino World Order (Joaquin Wilde e Cruz Del Toro) e The Good Brothers (Luke Gallows e Karl Anderson) em uma luta triple threat de duplas na final, para enfrentar os campeões de duplas do NXT, The Wolf Dogs (Baron Corbin e Bron Breakker), pelos títulos no NXT Stand & Deliver, mas não conseguiram vencer a luta. Em uma revanche no episódio seguinte do NXT, Axiom e Frazer derrotaram The Wolf Dogs para se tornarem os novos campeões de duplas do NXT. Após a luta, os Authors of Pain (AOP) do The Final Testament retornaram ao NXT e atacaram Axiom e Frazer. Na Semana 2 do Spring Breakin', Axiom e Frazer defenderam com sucesso seus títulos contra a AOP após a interferência do New Catch Republic (Pete Dunne e Tyler Bate). Mais tarde, Frazer começou a focar em títulos individuais, para desgosto de Axiom. Eventualmente, Axiom fez o mesmo ao enfrentar Joaquin Wilde do LWO no episódio de 31 de julho do Speed no Torneio #1 Contenders pelo Campeonato Speed, em uma luta na qual saiu derrotado. Após várias defesas bem-sucedidas do título, no episódio de 13 de agosto do NXT, Axiom e Frazer perderam os títulos para Andre Chase e Ridge Holland da Chase University, encerrando seu primeiro reinado com 126 dias. A dupla recuperou os títulos em uma revanche 19 dias depois no NXT No Mercy, tornando-se campeões pela segunda vez.

## Outras mídias
Ruiz, como A-Kid, fez sua estreia em videogames da WWE no WWE 2K22 como conteúdo adicional (DLC), ao lado de The Hurricane, Wes Lee e Stacy Keibler, conhecido como 'Stand Back Pack'. Ele apareceu como Axiom no jogo base do WWE 2K23 e WWE 2K24.

## Títulos e prêmios
- ATTACK! Pro Wrestling
  - ATTACK! Tag Team Championship (1 vez) – com Adam Chase[36]
- Pro Wrestling Illustrated
  - PWI o colocou na #118ª posição dos 500 melhores lutadores individuais em 2021[37]
- Westside Xtreme Wrestling
  - Ambition: Wildcard Edition (2019)[38][39]
- White Wolf Wrestling
  - Triple W Absolute Championship (3 vezes)[40]
  - Triple W Extreme Championship (1 vez)[41]
  - Triple W Heavyweight Championship (1 vez)[42]
- WWE
  - Copa Heritage do NXT UK (1 vez, inaugural)[43][44]
  - Campeonato de Duplas do NXT (2 vezes) – com Nathan Frazer[45]
  - NXT Tag Team Championship Eliminator Tournament (2024) – com Nathan Frazer[26]
  - Torneio Inaugural pela Copa Heritage do NXT UK (2020)[46]